# Shushumna
Sushumna is in de mystiek en yogaleer een nadi: een kanaal voor prana, of levensenergie, ook wel een psychische zenuw genoemd.
Het is een van de kanalen die de stuitchakra met de kruinchakra verbindt. De andere twee zijn Ida en Pingala.
In raja yoga en de Yogasoetra's van Patanjali, waar de geest wordt gekalmeerd door yama, niyama, asana and pranayama, begint de staat van pratyahara. In deze staat zou een mens niet meer verstrooid zijn, wat zich zou uiten in de bewegingen van de shushumna. De bewegingen wijzen op een stroom van prana door het centrale kanaal die de weg vrijmaakt voor de stijging van kundalini.
Bij veel mensen zou het natuurlijke ritme van de shushumna verstoord zijn. Binnen de leer van de Sivananda-yoga zou dit ritme weer hersteld worden door het beoefenen van de pranayama Anuloma viloma en zou de gelijkmatige doorstroming van het prana of levensenergie weer in evenwicht komen.